# 卡爾·考茨基
卡尔·约翰·考茨基（德語：Karl Johann Kautsky；1854年10月18日—1938年10月17日）是马克思主义发展史上的重要人物。考茨基是卡尔·马克思代表作《资本论》第四卷（即被冠名以《剩余价值论》或被翻译为《剩余价值学说史》的馬克思手稿）的编者。他是正統馬克思主義的創立人，也是社会主义理论刊物《新时代》的創建者。

## 生平

### 早年
考茨基出生于布拉格，1874年入维也纳大学学习历史和哲学，次年加入奥地利社会民主党，1877年加入德国社会民主党。1885年前往伦敦，结识恩格斯并与之成为好友。

### 组建“社民党”
1891年，考茨基前往德意志，同爱德华·伯恩施坦和奥古斯特·倍倍尔一同参加起草作為德国社会民主党核心原則的〈爱尔福特纲领〉。1895年，恩格斯逝世后，考茨基同倍倍尔等人成为社會主義民主思想的重要理论家和德国社会民主党的核心。考茨基批駁了馬克思主義的開創人卡爾·馬克思所創立的國家消亡論和資本主義必然滅亡論，他聲稱國家無法被消除，因此馬克思主義者應該致力於奪取政權並建構所謂的純粹民主制度，即允許佔據絶大部份人口的無產階級人士選出各級官員的制度，在此基礎上對國家進行「民主改造」，從而建構所謂的理性資本主義制度。
1890年代末，考茨基因伯恩斯坦抨擊馬克思所持有的觀點一事而譴責了他。1914年，考茨基提出“超帝国主义论”。第一次世界大戰爆發後不久，考茨基聲稱德意志帝國因俄羅斯帝國所造成的威脅而發動戰爭，但在1915年，他改變立場並與伯恩斯坦等人呼籲公眾反對支持繼續參與戰爭的社民黨領導人。1916年，由于在一战的立場上不同，因此羅莎·盧森堡等党內的左派人士與考茨基决裂。1917年，考茨基也离开社民党，组织了德国独立社会民主党。1922年重回社民党。

### 与列宁之間的矛盾
考茨基多次指責以列宁为首的列寧主義者走上了歧途和追求独裁，而他也被列宁視为教条主义及对修正主义采取调和折中的中间派的代表人物並被他加以批評（列宁把考茨基与伯恩施坦分开来对待，认为伯恩施坦是修正主义的代表）。列宁這樣评价考茨基：“不要忘记，考茨基是一个几乎能把马克思著作背得出来的人；从考茨基的一切著作来看，在他的书桌或脑袋里一定有许多小抽屉，把马克思所写的一切东西放得井井有条，引用起来极其方便。”列宁聲稱考茨基是教条主义者，他指責考茨基把历史唯物主义解釋为经济决定论並將其扭曲为一种“经验科学”理論，而且用理论排斥实践和无视实践的发展，列宁亦聲稱考茨基對馬克思的著作的解讀使馬克思主義嚴重庸俗化。

### 晚年
雖然考茨基年輕時曾經多次抨擊法蘭西第三共和國所奉行的共和主義和主張通過議會推動社會主義化進程的可能主義等等，但是他年老時開始愈發強調議會鬥爭的重要性，這被後世的許多歷史學家認為是考茨基放棄了馬克思主義關於革命的主張的重要跡象。

### 逝世
1938年，考茨基逝世于阿姆斯特丹。

## 考茨基主义
考茨基主义是第二国际时期出现的一种机会主义思潮，以“中派”的形式存在，得名于其主要代表人物卡尔·考茨基。该派强调通过议会道路实现向社会主义的和平过渡，反对暴力革命和无产阶级专政，自称立场介于第二国际左派和右派之间。其核心理论是“超帝国主义论”，认为垄断资本的发展趋势将导致全球性托拉斯的形成，帝国主义将演变为“超帝国主义”，从而有可能实现世界的“持久和平”。主张在资产阶级民主制度下，“运用和平的经济、法律和道德手段”，通过“人道主义和民主的道路”在议会中取得多数，最终过渡到社会主义。
俄国革命家弗拉基米尔·列宁严厉批判考茨基主义，认为“超帝国主义论”掩盖帝国主义的反动本质，实质上是放弃无产阶级革命斗争的修正主义立场。在无产阶级革命道路、国家学说等根本问题上，考茨基主义与列宁主义形成尖锐对立。列宁通过《国家与革命》《无产阶级革命和叛徒考茨基》等著作，对考茨基主义进行系统清算，明确指出其背离马克思主义的革命原则，实质上是一条维护资产阶级统治的投降主义路线。

## 爭議

### 被指控背叛俄羅斯革命者

#### 考茨基過去對於布爾什維克主義的看法
考茨基曾經堅決支持俄羅斯帝國國內的俄國社會民主工黨黨內的布爾什維克派，他聲稱工人階級不應該與自由資產階級合作，而是應該與農民階級結盟，他的這些主張和他關於俄羅斯的作品為布爾塞維克主義者的行動提供了靈感，但在十月革命結束後，考茨基從德意志國的角度出發，把十月革命視為一場政變並多次在其作品中猛烈抨擊蘇維埃俄國，因而被列寧鄙稱為「叛徒」。另一方面，列寧也曾經多次給予考茨基在1914年所寫的文章及書籍十分正面的評價，並且在兩人決裂之後表達了對他所説的考茨基仍然是馬克思主義者的時期的追憶，但在撰寫《國家與革命》時，列寧開始審視考茨基以往的出版物，最後得出的結論是考茨基自1912年起在思想上已經開始出現偏差並逐漸走向機會主義。

#### 考茨基對苏维埃俄國的抨擊
考茨基於1918年8月在其著作《無產階級專政》中指責俄國共產黨（布爾什維）繞過議會 進行鬥爭並以武力奪取政權，因而沒有真正地實現民主，考茨基聲稱只有實行議會民主制才能防止官僚主義及軍國主義興起並捍衛異見人士的權利。由於當時蘇維埃俄國正在尋求世界各地的馬克思主義者的協助，因此列寧把考茨基的這一舉動視為對居住在俄羅斯的馬克思主義者的背叛。故此，列寧於1918年在其著作《無產階級革命與叛徒考茨基》中猛烈地抨擊了反對發動革命、主張建構純粹民主制度、美化所謂的前社會主義民主制度（即資本主義民主制度）、曲解馬克思的著作的內容和把馬克思主義庸俗化的考茨基主義。作為回應，考茨基於1919年6月在其著作《共產主義與恐怖主義》中把俄國革命與法國大革命作比較，指責蘇維埃俄國奉行國家恐怖主義，考茨基聲稱使用武力不能夠實現社會主義，只會導致新的壓迫性社會制度出現。

#### 托落茨基與考茨基之間的論戰
為了駁回這一指控，列寧的盟友托洛茨基於1920年5月在其著作《恐怖主義與共產主義：反考茨基》中詳細地批駁了考茨基所提出的説法，他聲稱在從資本主義過渡到社會主義的時期，使用暴力是不可避免的，並且指責考茨基否定無產階級專政及社會主義革命的價值的存在性。受這次爭論所激發，考茨基於1921年8月在其作品《從民主到國家奴隸制：與托洛茨基的辯論》中指出蘇維埃俄國面臨很多困難，並且宣稱托洛茨基等人魯莽地發動革命一事是主要的原因。托洛茨基則於1922年12月在其所寫的文章〈從社會主義革命的角度看蘇維埃俄國的經濟情勢〉表達了他對於蘇維埃俄國所面臨的困難的一些看法，他宣稱：
事實是，蘇維埃國家在因迫於國內條件一事而奉行战时共产主义之後，發現自己受到西方革命延遲的驅使而進行了某種撤退── 順便説一句，這種撤退在性質上更加形式化而不是實質化── 這一事實往往使情況變得模糊，並且為工人國家國內的小資產階級反對者提供了向資本主義投降的藉口。然而，事實上，蘇維埃俄國的發展不是從社會主義走向資本主義，而是從資本主義── 被所謂的戰時共產主義的方法暫時逼到了牆邊── 走向社會主義。——列夫·托洛茨基，〈從社會主義革命的角度看蘇維埃俄國的經濟情勢〉

#### 考茨基後來對於布爾什維克主義的看法
考茨基於1934年在其作品《馬克思主義與布爾塞維克主義：民主與獨裁》中指責布爾塞維實行獨裁統治。考茨基因他反對布爾什維克的立場而聲名大噪。然而，受到列寧對考茨基的評價的影響，很多人認為考茨基是一個背叛了馬克思主義者的「资本主义剥削者貌似忠厚的佣人」。

### 被指控消極地對抗帝國主義勢力
左翼共產主義的代表人物之一赫爾曼·高特曾於1914年發表文章，抨擊考茨基主義，他指責考茨基鼓吹社會主義者與自由主義者結盟以抗衡帝國主義者和在戰爭中為自己的祖國而戰、支持資產階級議會和反對無產階級自發地發起行動等等，高特聲稱由於考茨基試圖使歷史倒退至在帝國主義出現之前的由正統資本主義所主導的時期，因此考茨基主義是空想主義的一種形式。

## 影响
1933年，纳粹党上台后，最先开始烧的书就是考茨基和马克思的书。中国共产党领导人毛泽东列举考茨基的著作《阶级斗争》为让他成为马克思主义者的三本书之一。
時至今日，考茨基仍然是一個有很大爭議性的人物，一方面，受到史達林主義者、資本民主主義者及新黑格爾主義者對考茨基的思想所作的解讀的影響，公眾普遍認為考茨基是一個固守 建基於馬克思所創立的各種理論的教條 的庸俗思想家，但另一方面，由於列寧對考茨基的嚴厲批評深刻地影響了公眾對於考茨基的看法，因此考茨基也被認為是棄絶了馬克思主義的叛徒和主張不發動革命的不革命主義者，他亦因此而被視為與革命社會主義對立的、主張只通過議會來奪取政權的議會社會主義的代表人物，並且成為很多革命馬克思主義者口誅筆伐的對象。